# Palais des sports d'El Menzah
Pour les articles homonymes, voir Palais des sports.
 (avril 2025).
Si vous disposez d'ouvrages ou d'articles de référence ou si vous connaissez des sites web de qualité traitant du thème abordé ici, merci de compléter l'article en donnant les références utiles à sa vérifiabilité et en les liant à la section « Notes et références ».
Le Palais des sports d'El Menzah (arabe : قصر الرياضة بالمنزه) est une salle de sport tunisienne située à El Menzah, un quartier du nord de Tunis. 
Il se trouve au cœur de la Cité olympique d'El Menzah, à proximité du stade olympique d'El Menzah.
Construite à l'occasion des Jeux méditerranéens de 1967, l'enceinte de 4 500 places a abrité des matchs du championnat du monde masculin de handball 2005 ainsi que ceux du championnat d'Afrique des nations masculin de handball organisés en Tunisie.
La salle accueille également des meetings politiques et des concerts de musique, dont les premiers furent ceux d'Oum Kalthoum en 1968.
Durant la pandémie de coronavirus, la salle d'haltérophilie du palais est réaménagée temporairement en hôpital de campagne. 